# 28. duben
28. duben je 118. den roku podle gregoriánského kalendáře (119. v přestupném roce). Do konce roku zbývá 247 dní. Svátek má Vlastislav.

## Události

### Česko
- 0976 – Na jednání církevních hodnostářů v sídle mohučského arcibiskupa se objevil vedle pražského biskupa Dětmara i moravský biskup. Je to první historická zmínka o této funkci, avšak údaj o jeho jméně chybí.[zdroj?]
- 1316 – Král Jan Lucemburský udělil Staroměstským předkupní právo na dříví připlavené k podskalskému dřevnímu trhu. Toto privilegium je nejstarší dochovaný originál královské listiny v Archivu hlavního města Prahy.[zdroj?]
- 1346 – Karel IV. si získal podporu pro své zvolení římských císařem od papeže Klementa VI.[zdroj?]
- 1867 – České korunovační klenoty se vrátily z Vídně, kam byly odvezeny za prusko-rakouské války, trvale do Prahy.
- 1892 – První provedení Dvořákovy předehry Karneval.
- 1900 – První českomoravská továrna na stroje v Libni vyrobila na zakázku Ministerstva železnic Předlitavska první českou lokomotivu pro Císařsko-královské státní dráhy (kkStB): šlo o zástupce modelové řady kkStB 97 (později řada ČSD 310.0), která u kkStB obdržela evidenční číslo 197 82.
- 1923 – Na XV. Pražském autosalonu měl premiéru malý osobní automobil Tatra 11 s revolučním páteřovým podvozkem.
- 1948 – Ústavodárné Národní shromáždění republiky Československé schválilo zákony o znárodnění podniků s více než padesáti zaměstnanci.
- 1950 – V ČSR proběhla akce P – likvidace řeckokatolické církve.
- 1957 – Při železniční nehodě v Bylnici na Zlínsku zemřelo 10 lidí a 4 byli těžce zraněni.

### Svět
- 1611 – Byla založena Univerzita svatého Tomáše ve filipínské Manile, nejstarší stále fungující univerzita v Asii.
- 1789 – Na lodi Bounty vypukla vzpoura. Posádka anglické lodi vysadila kapitána Williama Bligha a 18 námořníků do člunu uprostřed Tichého oceánu a ponechali je jejich osudu.
- 1947 – Norský mořeplavec Thor Heyerdahl vyplul z Peru do Polynésie na voru Kon-Tiki.
- 2001 – Z kosmodromu Bajkonur odstartovala ruská kosmická loď Sojuz, na jejíž palubě byl mimo jiné i první vesmírný turista Dennis Tito. Na oběžné dráze strávil 7 dní, 22 hodin a 4 minuty.

## Narození
Automatický abecedně řazený seznam viz Kategorie:Narození 28. dubna

### Česko

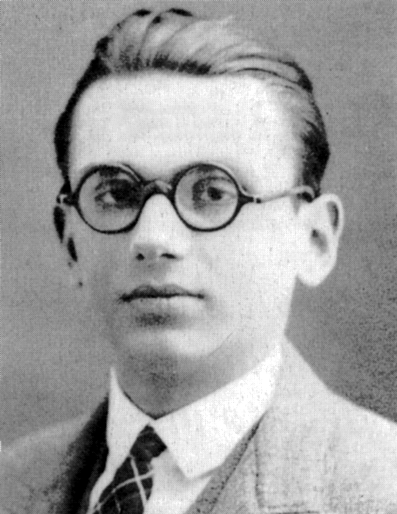
Kurt Gödel (* 1906)

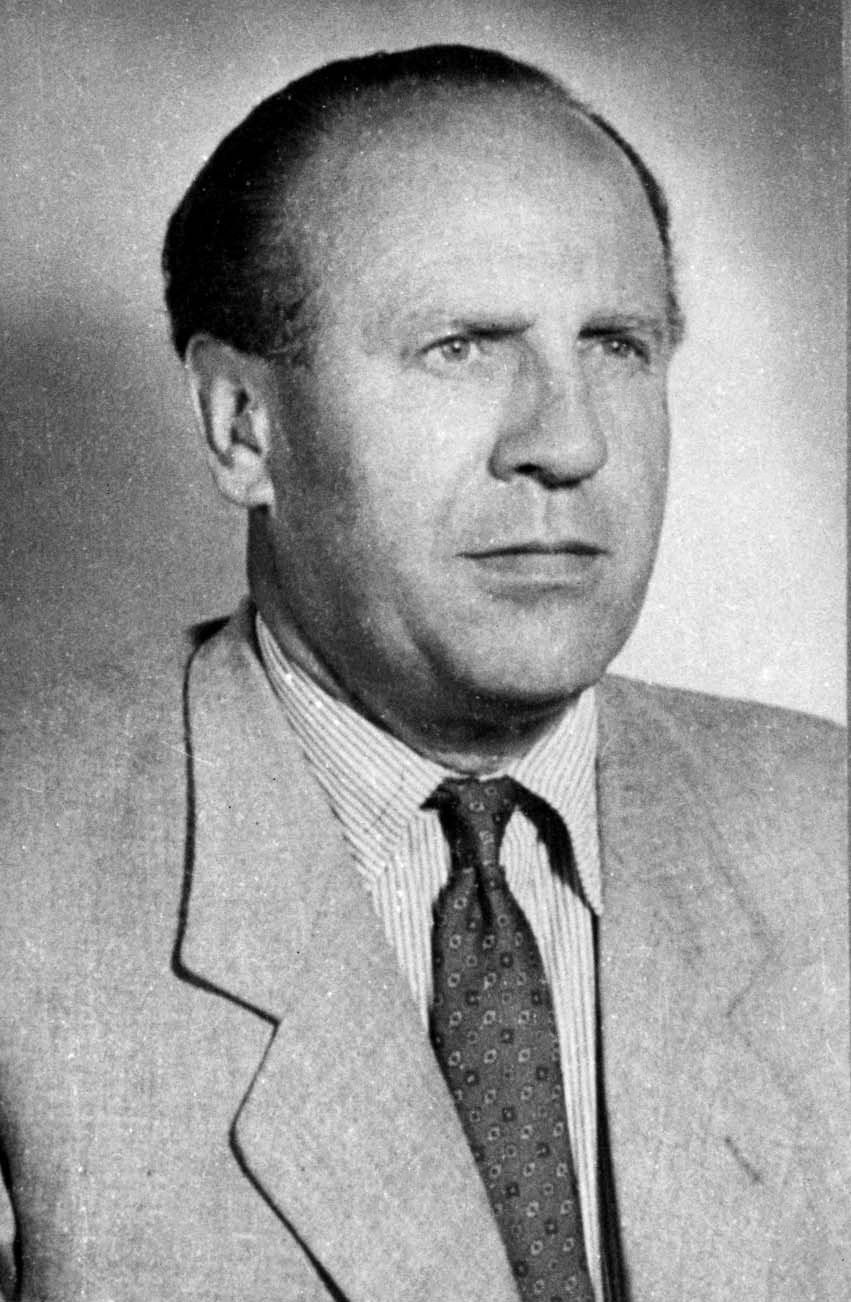
Oskar Schindler (* 1908)

- 1686 – Michal Jan Josef Brokoff, sochař († 8. září 1721)
- 1702 – Karel Maxmilián z Ditrichštejna, šlechtic († 14. října 1784)
- 1738 – Marie Kristina z Ditrichštejna, šlechtična († 4. března 1788)
- 1767 – František Josef z Ditrichštejna, šlechtic († 8. července 1854)
- 1817 – František Ringhoffer II., podnikatel a politik († 23. března 1873)
- 1831 – Antonín Mezník, politik († 10. září 1907)
- 1845 – Antonín Bělohoubek, chemik († 25. prosinec 1910)
- 1873 – Vincenc Čundrlík, československý politik († ?)
- 1874 – Emanuel Vencl, československý politik († 20. března 1939)
- 1877 – Vilém Julius Josef Hauner, vojenský historik († 31. října 1941)
- 1878 – Kálmán Füssy, československý politik maďarské národnosti († 12. května 1953)
- 1882 – Rudolf Wels, architekt († 8. března 1944)
- 1883 – Jan Dostálek, československý politik, ministr († 21. března 1955)
- 1887 – Emil Hlavica, sochař, malíř, grafik a ilustrátor († 7. dubna 1952)
- 1888 – Ladislav Machoň, architekt († 22. prosince 1973)
- 1893 – Ferdinand Greinecker, hudební skladatel († 15. července 1952)
- 1895 – Archibald Václav Novák, cestovatel a spisovatel († 8. srpna 1979)
- 1897 – Miloš Vignati, právník, hudební skladatel a pedagog († 9. listopadu 1966)
- 1898 – František Paul, herec, zpěvák, režisér a hudebník († 8. listopadu 1976)
- 1906
  - Kurt Gödel, rakousko-americký matematik († 14. ledna 1978).
  - Otto Fleischmann, československý fotbalový reprezentant († 5. prosince 1950)
- 1908 – Oskar Schindler, svitavský rodák, obchodník, zachránce Židů († 9. října 1974)
- 1911 – Maria Tauberová, operní pěvkyně († 16. ledna 2003)
- 1912 – Adolf Wenig, malíř, jevištní a kostýmní výtvarník († 11. května 1980)
- 1915 – Jiří Kozderka, operní pěvec († 25. července 2010)
- 1920 – Vlastimil Fiala, historik umění a překladatel († 10. dubna 1993)
- 1925
  - Otto Šimánek, divadelní a filmový herec († 8. května 1992)
  - Přemysl Janíček, malíř a grafik († 20. ledna 2009)
- 1928 – Antonín Kašpar, ministr spravedlnosti České socialistické republiky († 2021)
- 1932 – Marek Kopelent, hudební skladatel, klavírista, publicista a organizátor († 12. března 2023)
- 1935
  - Alena Kučerová, grafička
  - František Valouch, básník, literární kritik († 7. ledna 2017)
- 1937 – Karel Semerád, herec († 30. listopadu 2015)
- 1943
  - Jana Jonášová, operní pěvkyně–sopranistka
  - Vratislav Brabenec, saxofonista a literát
- 1944
  - Milena Fucimanová, spisovatelka, básnířka, překladatelka a lingvistka
  - Vladimír Táborský, československý fotbalista-reprezentant
  - Karel Janský, herec († 12. dubna 2011)
- 1945 – Tomáš Hradílek, ministr vnitra České republiky
- 1947
  - Jiří Krytinář, herec († 29. září 2015)
  - Alena Palečková, politička
- 1949 – Marie Spurná, herečka († 8. září 2015)
- 1953 – Jiří Holý, literární historik a teoretik
- 1954 – Antonín Smrčka, baskytarista, zpěvák a hudební skladatel
- 1960 – František Dohnal, politik, prezident Nejvyššího kontrolního úřadu († 10. srpna 2013)
- 1969 – Pavel Janků, hokejista
- 1970 – Michal Horňák, fotbalista
- 1982 – Tomáš Netík, hokejista
- 1987 – Vladimír Svačina, hokejista
- 1992 – Jitka Nováčková, modelka a Česká Miss 2011
- 1993 – Eva Adamczyková, snowboardcrossařka

### Svět

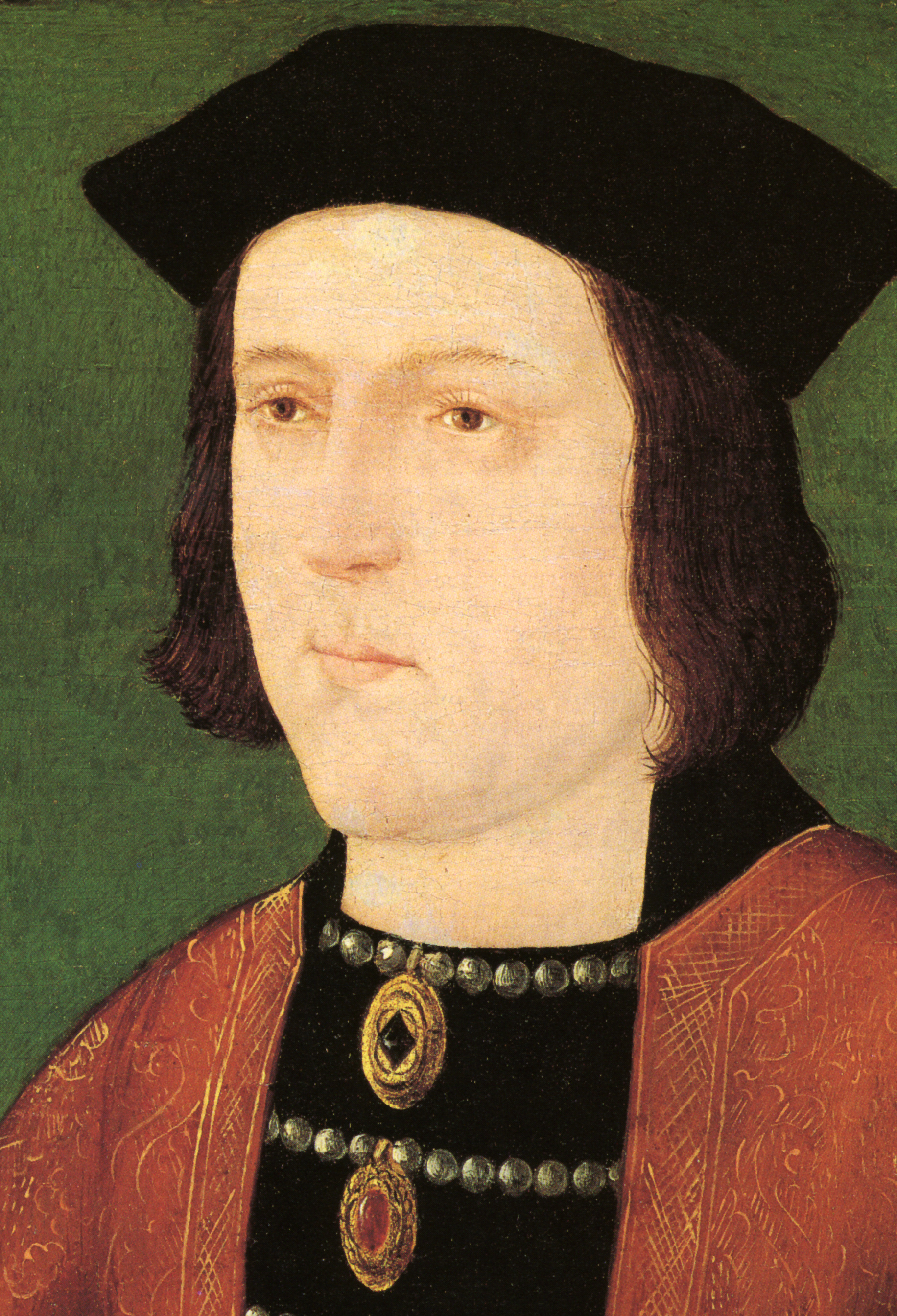
Eduard IV. (* 1442)

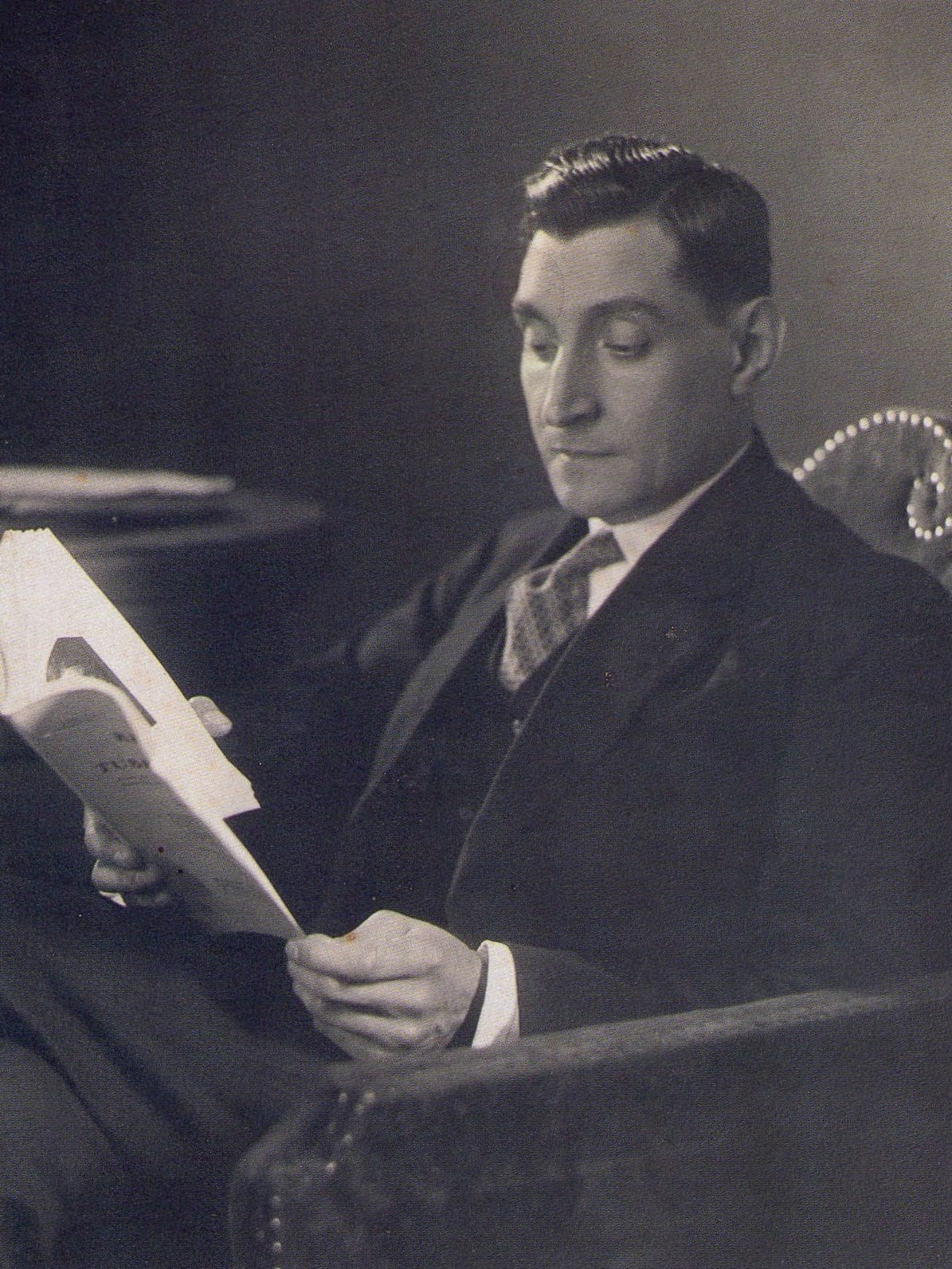
António de Oliveira Salazar (* 1889)

Saddám Husajn (* 1937)

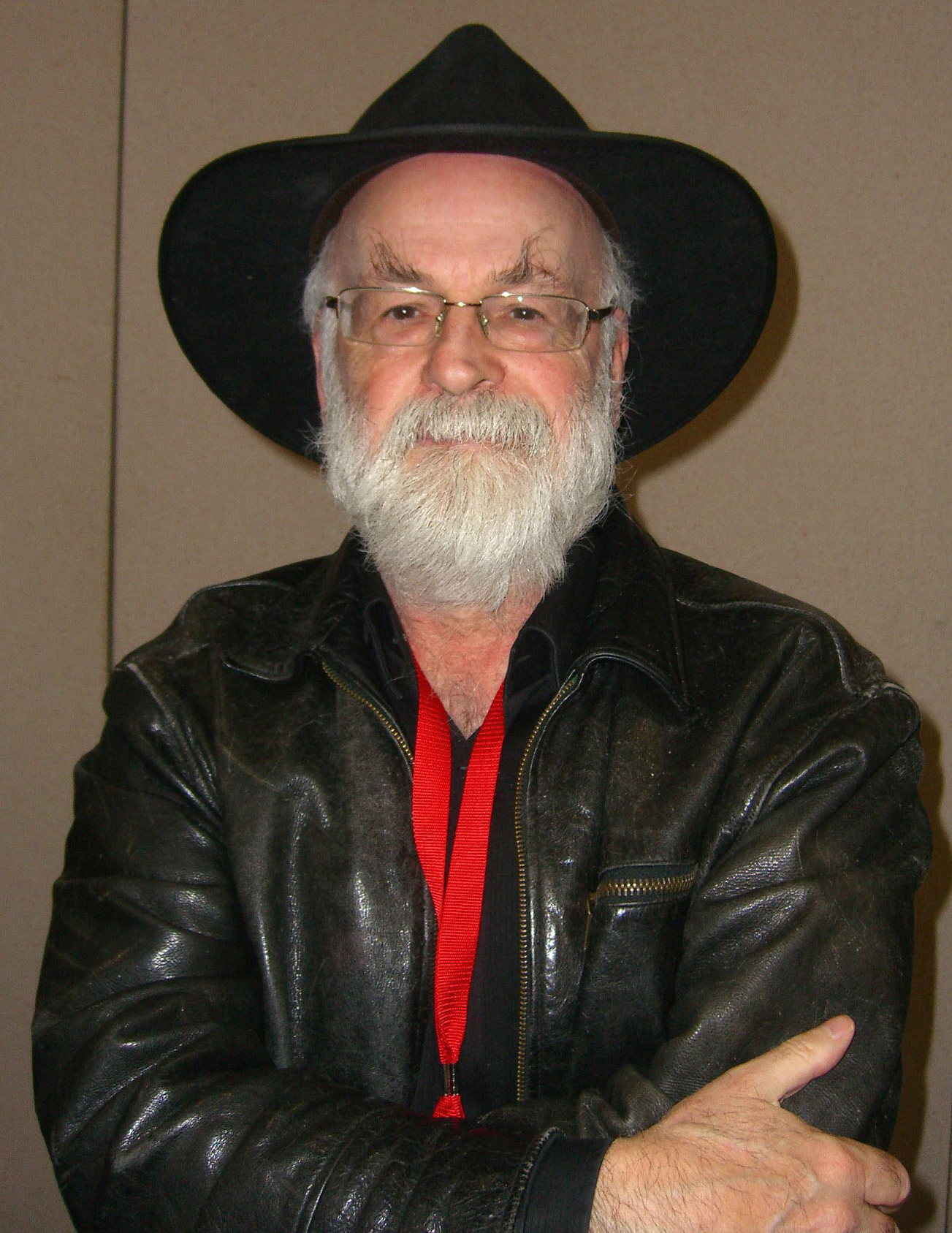
Terry Pratchett (* 1948)

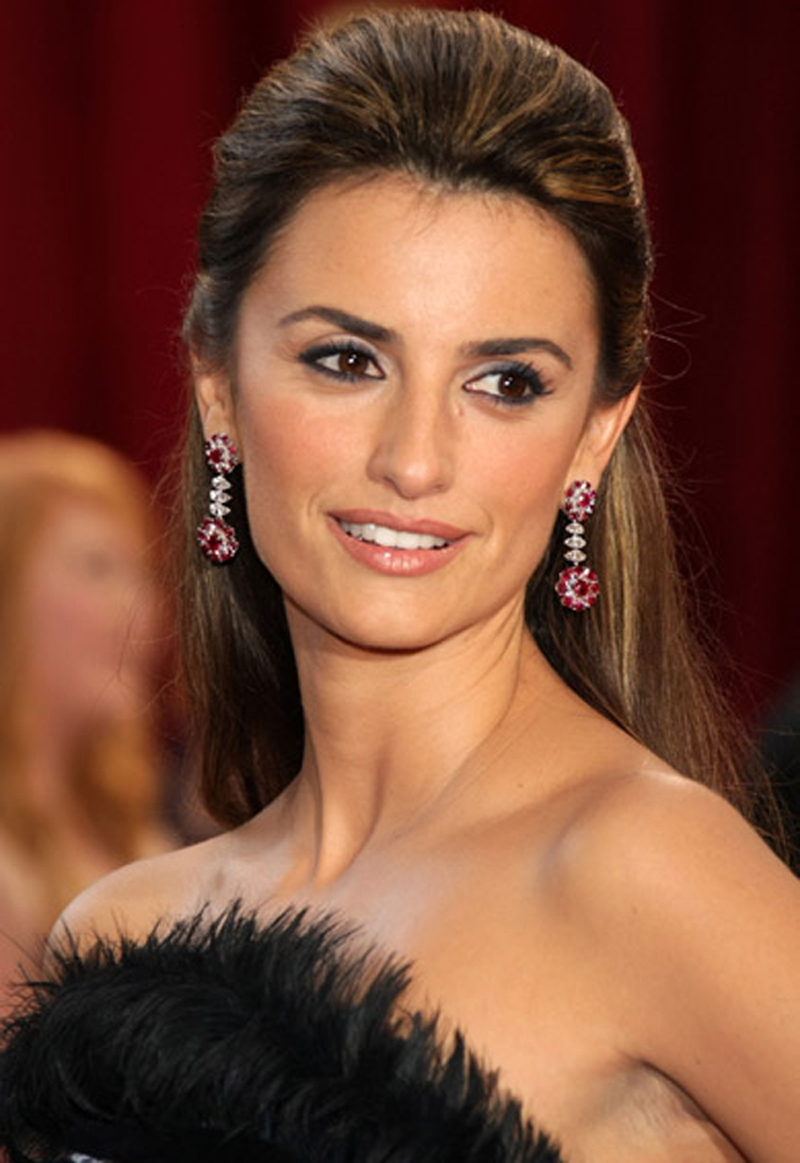
Penélope Cruzová (* 1974)

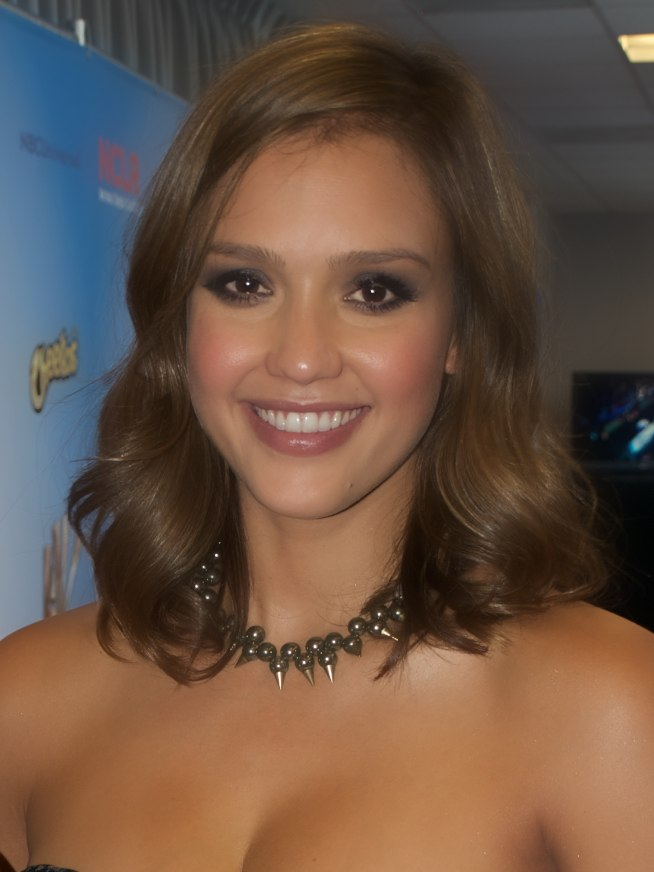
Jessica Alba (* 1981)

- 0032 – Otho, 7. římský císař, († 16. dubna 69)
- 1442 – Eduard IV., anglický král († 9. dubna 1483)
- 1676 – Frederik I. Švédský, švédský král († 25. března 1751)
- 1753 – Franz Karl Achard, pruský chemik a vynálezce († 20. dubna 1821)
- 1758 – James Monroe, americký prezident († 4. července 1831)
- 1765 – Sylvestre François Lacroix, francouzský matematik († 24. května 1843)
- 1774 – Francis Baily, anglický astronom († 30. srpna 1844)
- 1777 – Henri Auguste Duval, francouzský botanik († 16. března 1814)
- 1785 – Prosper Ludwig von Arenberg, vévoda z Arenbergu († 27. února 1861)
- 1831 – Peter Guthrie Tait, skotský matematik a fyzik († 4. července 1901)
- 1838 – Tobias Michael Carel Asser, nizozemský právník, nositel Nobelovy ceny míru († 29. července 1913)
- 1842 – Gaston Orleánský, hrabě z Eu, francouzský a brazilský princ z dynastie Bourbon-Orléans († 28. srpen 1922)
- 1845 – Jules Adeline, francouzský výtvarník, rytec a historik († 24. srpna 1909)
- 1846 – Johan Oskar Backlund, švédský astronom († 28. srpna 1916)
- 1848 – Ludvig Schytte, dánský pianista, skladatel, pedagog a lékárník († 10. listopadu 1909)
- 1868
  - Émile Bernard, francouzský malíř († 16. dubna 1941)
  - Georgij Feodosjevič Voronoj, ukrajinský matematik († 20. listopadu 1908)
- 1874 – Karl Kraus, rakouský spisovatel († 12. července 1936)
- 1875 – Augusta Marie Luisa Bavorská, bavorská princezna a rakouská arcivévodkyně († 25. června 1964)
- 1876 – Nicola Romeo, italský průmyslník († 15. srpna 1938)
- 1878 – Lionel Barrymore, americký herec a režisér († 15. listopadu 1954)
- 1886 – Erich Salomon, německý zpravodajský fotograf († 7. července 1944)
- 1889 – António de Oliveira Salazar, portugalský politik († 27. července 1970)
- 1890 – Curt Eisner, polsko-německý entomolog a muzejník († 30. prosince 1981)
- 1891 – Karl-Adolf Hollidt, generálplukovník německého Wehrmachtu († 22. května 1985)
- 1892 – Zinovij Davydov, ruský sovětský spisovatel († 7. října 1957)
- 1894 – Fritz Freitag, nacistický generál († 10. května 1945)
- 1900
  - Heinrich Müller, šéf gestapa († květen 1945)
  - Lajos Keresztes, maďarský zápasník, zlato na LOH 1928 († 9. srpna 1978)
  - Jan Oort, nizozemský astronom († 5. listopadu 1992)
  - Maurice Thorez, vůdce francouzské komunistické strany († 11. července 1964)
- 1902
  - Gleb Travin, ruský cestovatel a dobrodruh († 19. října 1979)
  - Alexandre Kojève, francouzský filozof a politik († 4. června 1968)
- 1906 – Paul Sacher, švýcarský dirigent († 26. května 1999)
- 1908 – Ethel Catherwoodová, kanadská olympijská vítězka ve skoku do výšky 1928 († 26. září 1987)
- 1913 – Reg Butler, britský sochař († 23. října 1981)
- 1916 – Ferruccio Lamborghini, italský průmyslník († 20. února 1993)
- 1922 – Klára Jarunková, slovenská spisovatelka († 11. července 2005)
- 1924
  - Alfred Bader, kanadský chemik, podnikatel, filantrop a sběratel umění († 23. prosince 2018)
  - Kenneth Kaunda, 1. prezident Zambie († 17. června 2021)
- 1926 – Harper Leeová, americká spisovatelka († 19. února 2016)
- 1928
  - Yves Klein, francouzský umělec († 6. června 1962)
  - Eugene Merle Shoemaker, americký astronom a geolog († 18. července 1997)
- 1930 – James Baker, ministr zahraničních věcí USA
- 1932 – Juraj Šajmovič, český kameraman, herec a scenárista († 20. dubna 2013)
- 1933
  - Džalál Talabání, kurdský irácký politik († 3. října 2017)
  - Oliver Jackson, americký bubeník († 29. května 1994)
- 1936 – John Tchicai, dánský saxofonista († 8. října 2012)
- 1937 – Saddám Husajn, irácký prezident († 30. prosince 2006)
- 1938 – Madge Sinclairová, jamajsko-americká herečka († 20. prosince 1995)
- 1941
  - Horst Adler, rakouský prehistorik
  - Ann-Margret, švédsko-americká herečka, zpěvačka a tanečnice
  - Karl Barry Sharpless, americký chemik, Nobelova cena za chemii 2001
- 1943 – John Creighton, americký námořní letec a astronaut
- 1946 – Josef Zieleniec, český politik a diplomat
- 1947 – Steve Khan, americký jazzový kytarista
- 1948 – Terry Pratchett, britský spisovatel († 12. března 2015)
- 1949 – Paul Guilfoyle, americký herec
- 1950 – Jay Leno, americký komik a moderátor
- 1952
  - Gerald Barry, irský skladatel
  - Karl Logan, americký kytarista
- 1953
  - Kim Gordon, americká zpěvačka, muzikantka a umělkyně
  - Roberto Bolaño, chilský spisovatel († 15. července 2003)
- 1955 – Eddie Jobson, anglický klávesista a houslista
- 1956 – Jimmy Barnes, australský rockový zpěvák
- 1957 – Léopold Eyharts, francouzský pilot a astronaut
- 1959
  - Dainis Kula, sovětský olympijský vítěz v hodu oštěpem
  - Erhard Loretan, švýcarský horolezec
- 1960 – Peter Pišťanek, slovenský spisovatel († 22. března 2015)
- 1964
  - Andrej Bán, slovenský dokumentární fotograf
  - L'Wrenr Scott, americká módní návrhářka († 17. března 2014)
- 1966 – Alí Rezá Pahlaví, íránský princ († 4. ledna 2011)
- 1970 – Nicklas Lidström, švédský lední hokejista
- 1971 – Bridget Moynahan, americká modelka a herečka
- 1973 – Ian Murdock, německý programátor, zakladatel projektu linuxové distribuce Debian († 28. prosince 2015)
- 1974 – Penélope Cruzová, španělská herečka
- 1980 – Christian Bäckman, švédský hokejista
- 1981 – Jessica Alba, americká herečka
- 1985 – Mathilde Johanssonová, francouzská tenistka
- 1986 – D. T. H. van der Merwe, kanadský ragbista
- 1987 – Rafał Buszek, polský volejbalista
- 1988 – Juan Manuel Mata, španělský fotbalista
- 2000 – Eldar Šehić, bosensky fotbalista

## Úmrtí
Automatický abecedně řazený seznam viz Kategorie:Úmrtí 28. dubna

### Česko

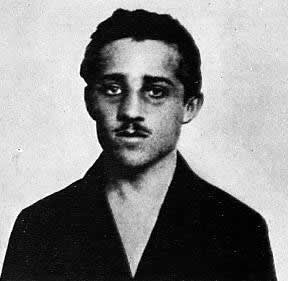
Gavrilo Princip († 1918)

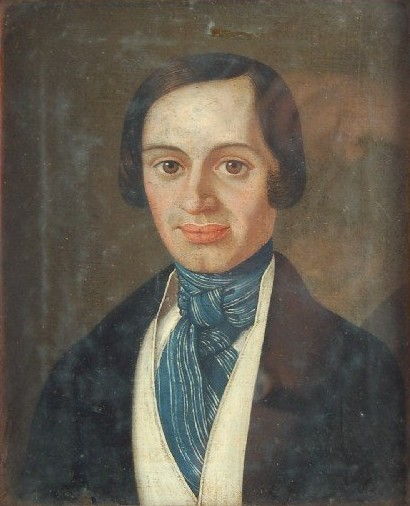
Josef Jaroslav Langer († 1846)

- 1462 – Oldřich II. z Rožmberka, šlechtic a politik (* 3. ledna 1403)
- 1773 – Jan Antonín Scrinci, lékař a fyzik, rektor UK (16. dubna 1697)
- 1818 – Karel Jan Rudzinsky, architekt, průzkumník Moravského krasu (* 2. června 1751)
- 1846 – Josef Jaroslav Langer, novinář a básník (* 12. listopadu 1806)
- 1866 – Jan Slavomír Tomíček, spisovatel, novinář a historik (* 1806)
- 1867 – František Doubravský, hudební skladatel, sbormistr a varhaník (* 7. února 1790)
- 1909 – Otto Biermann, matematik (* 5. listopadu 1858)
- 1938 – Franz Křepek, sudetoněmecký politik (* 15. ledna 1855)
- 1945 – Vítězslav Lepařík, voják a velitel výsadku Glucinium (* 14. srpna 1914)
- 1950 – Karel Košvanec, Spravedlivý mezi národy (* ?)
- 1962
  - Josef Stelibský, klavírista, kapelník a hudební skladatel (* 5. prosince 1909)
  - František M. Hník, teolog, sociolog, biskup Církve československé (husitské) (* 9. února 1905)
- 1965 – Otto Rádl, advokát, dramatik scenárista a překladatel (* 14. dubna 1902)
- 1973 – Vratislav Blažek, dramatik (* 31. srpna 1925)
- 1978 – Oldřich Svačina, ministr průmyslu České socialistické republiky (* 1. srpna 1921)
- 1979 – Karel Senecký, československý fotbalový reprezentant (* 17. března 1919)
- 1982
  - Jan Pelnář, ministr vnitra vlád ČSSR (* 24. dubna 1911)
  - Bohumil Tureček, architekt (* 16. října 1902)
- 1985 – Jaroslav Drbohlav, herec (* 13. ledna 1947)
- 1996 – Bedřich Šindelář, historik a spisovatel (* 7. července 1917)
- 1999 – Zdeněk Jílek, pianista a hudební pedagog (* 7. června 1919)
- 2006 – Jaroslav Mazáč, básník (* 24. března 1934)
- 2008 – Miloslav Ducháč, klavírista, skladatel a aranžér (* 24. ledna 1924)
- 2015 – Josef Žluťák Hrubý, herec a spisovatel (* 2. prosince 1943)
- 2020 – Ladislav Hejdánek, filozof, jeden z mluvčích Charty 77 a emeritní profesor ETF UK (* 10. května 1927)
- 2023
  - Josef Sůva, český historik umění, malíř a sběratel umění (* 21. října 1934)
  - Ivan Vyskočil, spisovatel (* 27. dubna 1929)

### Svět

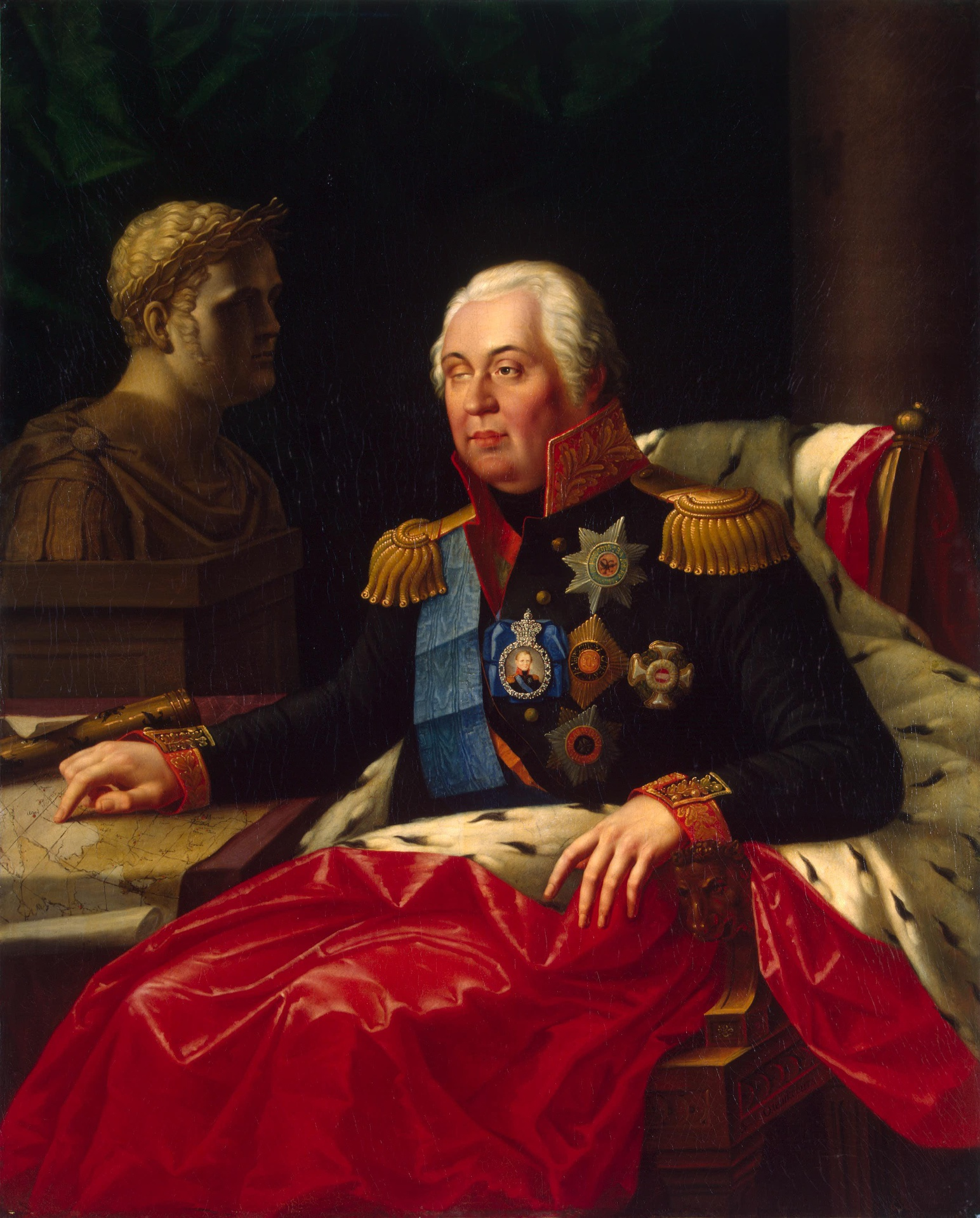
Michail Illarionovič Kutuzov († 1813)

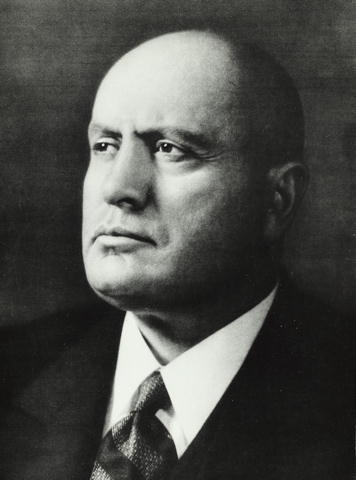
Benito Mussolini († 1945)

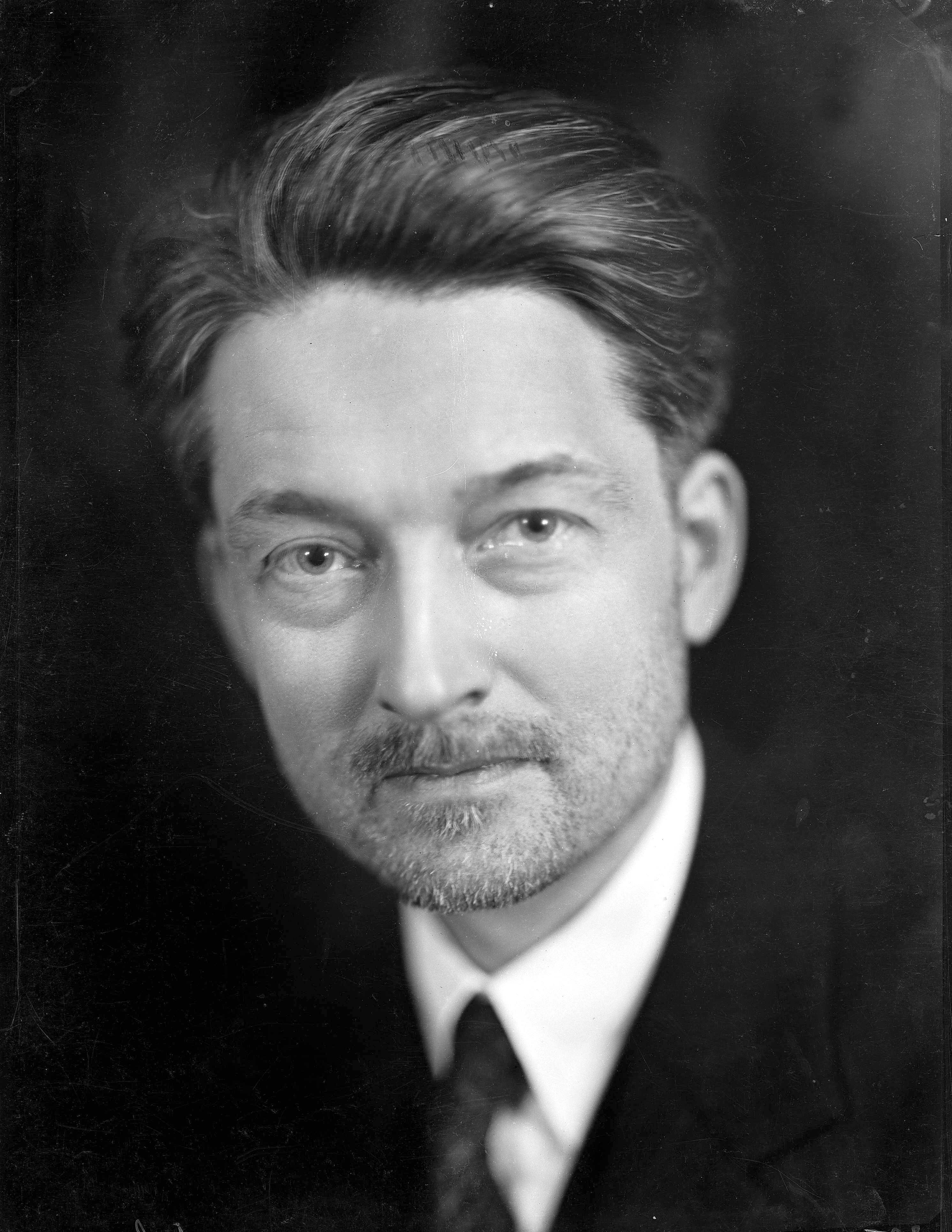
Jacques Maritain († 1973)

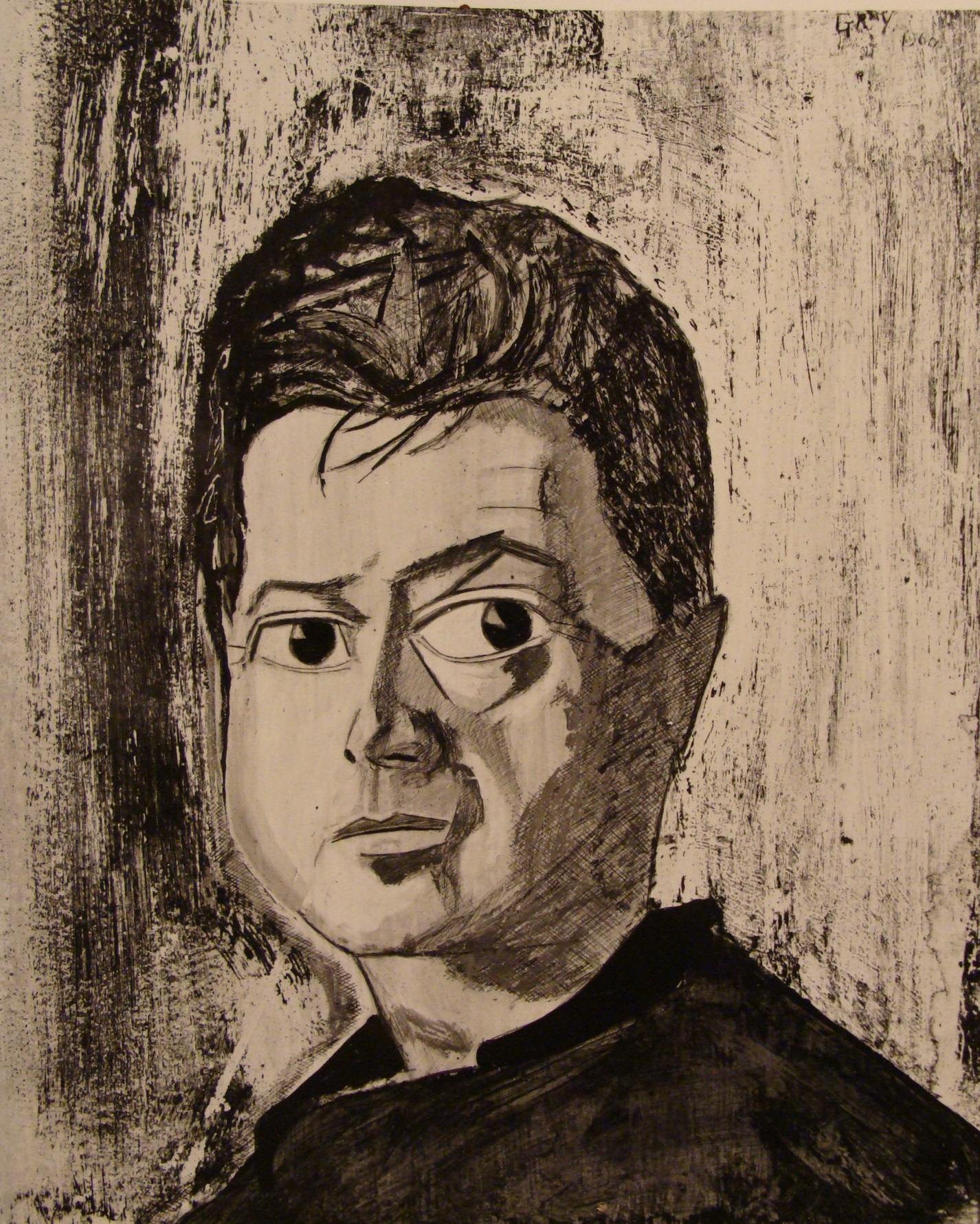
Francis Bacon († 1992)

- 1109 – Svatý Hugo z Cluny, opat benediktinského kláštera Cluny (* 13. května 1024)
- 1519 – Madeleine de la Tour d'Auvergne, matka budoucí francouzské královny Kateřiny Medicejské (* ? 1498)
- 1641 – Jan Jiří z Arnimu, saský polní maršál (* 1583)
- 1644 – Žofia Bošňáková, uherská šlechtična (* 2. června 1609)
- 1716 – Svatý Ludvík z Montfortu, francouzský kněz, teolog, spisovatel (* 31. ledna 1673)
- 1718 – Elias Zobel, bavorský malíř období vrcholného baroka (* 2. listopadu 1677)
- 1772 – Johann Friedrich Struensee, německý lékař (* 5. srpna 1737)
- 1813 – Michail Illarionovič Kutuzov, ruský vojevůdce (* 1745)
- 1841
  - Petr Chanel, katolický světec (* 12. července 1803)
  - Johann Christian Wilhelm Augusti, německý evangelický teolog, archeolog a orientalista (* 27. října 1771)
- 1842 – Charles Bell, skotský anatom, chirurg a teolog (* 1774)
- 1853 – Ludwig Tieck, německý básník, prozaik a dramatik (* 31. května 1773)
- 1854 – Nathaniel Wallich, dánský botanik (* 28. ledna 1786)
- 1881 – Ján Botto, slovenský básník (* 27. ledna 1829)
- 1883 – John Russell, anglický kynolog (* 12. prosince 1795)
- 1903 – Josiah Willard Gibbs, americký fyzik a chemik (* 11. února 1839)
- 1915 – Otakar Červinka, básník (* 25. září 1846)
- 1918 – Gavrilo Princip, bosenskosrbský atentátník na Františka Ferdinanda d’Este (* 25. července 1894)
- 1922 – Paul Deschanel, prezident Francouzské republiky (* 13. února 1855)
- 1934 – Charlie Patton, americký bluesový kytarista a zpěvák (* ? 1887)
- 1936 – Fuad I., egyptský král (* 26. března 1868)
- 1938 – Edward Mandell House, americký diplomat a politik (* 26. července 1858)
- 1939 – Leo Karel Habsbursko-Lotrinský, rakouský arcivévoda z těšínské linie (* 5. července 1893)
- 1941 – Karl Benirschke, vídeňský architekt a stavitel (* 17. srpna 1875)
- 1945
  - Viktor Šulc, český divadelní režisér (* 7. března 1897)
  - Hermann Föttinger, německý elektroinženýr a vynálezce (* 9. února 1877)
  - Benito Mussolini, italský fašistický politik (* 29. července 1883)
  - Clara Petacciová, milenka Benita Mussoliniho (* 28. února 1912)
- 1952 – Luisa Žofie Šlesvicko-Holštýnsko-Sonderbursko-Augustenburská, pruská princezna (* 8. dubna 1866)
- 1954 – Léon Jouhaux, francouzský odborář, nositel Nobelovy ceny za mír (* 1. července 1879)
- 1955 – Otakar Zítek, operní režisér, hudební skladatel a spisovatel (* 5. listopadu 1892)
- 1957 – Frieda Fromm-Reichmannová, americká psychoanalytička (* 23. října 1889)
- 1960 – Anton Pannekoek, nizozemský astronom a marxistický teoretik (* 2. ledna 1873)
- 1962 – Gianna Beretta Molla, italská světice (* 4. října 1922)
- 1964 – Alexandre Koyré, historik a filozof ruského původu (* 29. srpna 1882)
- 1973
  - Jacques Maritain, francouzský katolický filozof (* 18. listopadu 1882)
  - Clas Thunberg, finský rychlobruslař, pětinásobný olympijský vítěz v letech 1924–1928 (* 5. dubna 1893)
- 1978 – Muhammad Dáúd Chán, první afghánský prezident (* 18. července 1909)
- 1987 – Emil Staiger, švýcarský germanista (* 8. února 1908)
- 1992
  - Hasan as-Senussi, libyjský korunní princ (* 1928)
  - Francis Bacon, britský figurativní malíř (* 28. října 1909)
- 1995 – Hana Janků, česká operní pěvkyně – sopranistka (* 25. října 1940)
- 1999
  - Arthur Leonard Schawlow, americký fyzik, Nobelova cena za fyziku 1981 (* 5. května 1921)
  - Alf Ramsey, anglický fotbalista a trenér (* 22. ledna 1920)
- 2000 – Christian Norberg-Schulz, norský historik a teoretik architektury (* 23. května 1926)
- 2005 – Percy Heath, americký kontrabasista (* 30. dubna 1923)
- 2006
  - Jean-François Revel, francouzský spisovatel a filozof (* 19. ledna 1924)
  - Marián Kochanský, slovenský hudebník, skladatel a zpěvák (* 4. června 1955)
- 2007 – Carl Friedrich von Weizsäcker, německý fyzik a filozof (* 28. června 1912)
- 2011 – Erhard Loretan, švýcarský horolezec (* 28. dubna 1959)
- 2012 – Matilde Camus, španělská básnířka (* 1919)
- 2021 – Juan Joya Borja, španělský komik a herec (* 5. dubna 1956)
- 2024 – Georgij Mondzolevskij, sovětský volejbalista (* 26. ledna 1934)

## Svátky

### Česko
- Vlastislav, Vlastislava
- Vitalis, Vitalij
- Petr
- Živan

### Svět
- IWO – Světový den bezpečnosti a ochrany zdraví při práci[1]
- Slovensko: Jarmila
- USA: Vezmi svou dceru do práce
- Afghánistán: Mudžáhidinovo vítězství
- Indie: Den právníků
- Barbados: Den národních hrdinů

### Liturgický svátek
- Petr Chanel
- Ludvík Maria Grignion de Montfort

## Pranostiky

### Česko
- Mrzne-li na svatého Vitala, mrzne ještě 40 dní.